# Apanteles brunnus
Apanteles brunnus är en stekelart som beskrevs av Rao och Chalikwar 1976. Apanteles brunnus ingår i släktet Apanteles och familjen bracksteklar. Inga underarter finns listade i Catalogue of Life.